# Bùi Quang Huy
Bùi Quang Huy (provincia de Thái Bình, Vietnam, 24 de julio de 1982) es un exfutbolista de Vietnam que jugaba en la posición de guardameta.

## Carrera

### Club
| Periodo   | Club                | Apariciones | Goles |
| --------- | ------------------- | ----------- | ----- |
| 2001-2009 | Megastar Nam Định   | 167         | 0     |
| 2010-2011 | Vicem Hải Phòng     | 36          | 0     |
| 2011–2014 | Vissai Ninh Bình FC | 48          | 0     |

### Selección nacional
Jugó para Vietnam en 34 ocasiones de 2004 a 2010, participó en la Copa Asiática 2007 y en los Juegos Asiáticos de 2002.

## Logros

### Club
- Copa de Vietnam (1): 2007

### Selección nacional
- Campeonato de fútbol de la ASEAN (1): 2008